# Pedro Taborda
Pedro Manuel Taborda Moreira (Covilhã, 22 de Junho de 1978) é um futebolista português que atua como guarda-redes.

## Biografia
Taborda foi formado nas camadas jovens do Sport Clube de Freamunde, tendo aí actuado desde os infantis aos juniores.É também aí que se estreia como sénior na época de 1995/96.
Em 1997, após um jogo treino em que Jozef Mlynarczyk, à época treinador de guarda-redes dos Dragões, ficou impressionado com o então jovem atleta, assina pelo FC Porto passando a jogar na sua formação B.
Seguem-se o FC Vizela e o Ermesinde SC sob o empréstimo do FC Porto.
Em 2002/2003 regressa mais maduro ao SC Freamunde para assumir a titularidade das suas redes.
Foi o primeiro guarda-redes da Associação Naval 1.º de Maio entre as épocas de 2004 a 2008. Ele conta com participações activas na Bwinliga e é um dos mais elogiados guarda-redes portugueses num campeonato onde é cada vez mais escassa a quantidade de jogadores nacionais.
Em 2008 assinou pelo Poli Timisoara, clube da Ligue I, do campeonato romeno de futebol.
A 30 de junho de 2011 Taborda assina pela Associação Naval 1.º de Maio um contracto valido por uma temporada, regressando assim ao seu antigo clube.